# Leopold Rutowicz
Leopold Józef Rutowicz (n. 18 octombrie 1932, Cracovia, Polonia) este un om politic polonez, membru al Parlamentului European în perioada 2004-2009 din partea Poloniei.
1. ↑  Deputații în Parlamentul European